# Thai AirAsia X
Thai AirAsia X (en tailandés: ไทยแอร์เอเชีย เอกซ์) es una aerolínea con sede en Bangkok, Tailandia, filial de AirAsia X. Opera vuelos  programados internacionales de largo radio para Thai AirAsia desde el Aeropuerto Internacional Don Mueang.
Inició operaciones el 17 de junio de 2014 en la ruta a Seúl-Incheon, seguido de Osaka-Kansai y Tokio-Narita el 1 de septiembre del mismo año.

## Historia
El 18 de septiembre de 2013 AirAsia X firmó un acuerdo de accionistas con Tassapon Bijleveld y Julpas Krueospon para establecer una aerolínea de bajo coste y de largo recorrido, la empresa fue llamada Thai AirAsia X Company Limited.
El 3 de febrero de 2014 Thai AirAsia X recibió su certificado de operador aéreo del Departamento de Aviación Civil de Tailandia, lo que le permitió a la aerolínea solicitar permisos y slots para las rutas previstas. La aerolínea arrendó dos Airbus A330-300 a una subsidiaria de AirAsia.

## Destinos
Thai AirAsia X sirve a los siguientes destinos (mayo de 2020):

### Destinos Finalizados
- Australia
  - Brisbane - Aeropuerto de Brisbane
- Irán
  - Teherán - Aeropuerto Internacional Imán Jomeiní
- Omán
  - Mascate - Aeropuerto Internacional de Mascate

## Flota
La flota de Thai AirAsia X comprende las siguientes aeronaves, con una edad media de 10.6 años (octubre de 2021):
| Aeronave         | En servicio | Pedidos | Pasajeros | Pasajeros | Pasajeros | Notas |
| Aeronave         | En servicio | Pedidos | P         | Y         | Total     | Notas |
| ---------------- | ----------- | ------- | --------- | --------- | --------- | ----- |
| Airbus A330-300  | 8           | 0       | 12        | 365       | 377       |       |
| Airbus A330-941N | 2           | 0       |           |           |           |       |
| Total            | 10          | 0       |           |           |           |       |